# تپه خاک عرب
تپه خاک عرب مربوط به سده‌های ۹–۵ ه.ق است و در شهرستان زهک، بخش جزینک، ۲۰۰ متری شمال روستای کل کنک واقع شده و این اثر در تاریخ ۲۳ بهمن ۱۳۸۵ با شمارهٔ ثبت ۱۷۳۲۰ به‌عنوان یکی از آثار ملی ایران به ثبت رسیده است.